# Карл III де Бурбон (архиепископ Руанский)
Карл III де Бурбон, архиепископ Руанский (собственно Шарль де Бурбон; фр. Charles II de Bourbon; 1554 или 1553 — 15 июня 1610, Мармутье, метрополия Франции) — французский архиепископ. 
Единокровный брат короля Франции и Наварры Генриха IV, внебрачный сын его отца, короля Наварры Антуана де Бурбона и его фаворитки Луизы де Ла Беродье.
В возрасте около 15 лет в 1569 году стал епископом Комменжа, в 1590 году — епископом Лектура. В следующем 1591 году его сводный брат попытался сделать его архиепископом Реймса, но он не смог отстранить семью Гизов от этого церковного бенефиция.
В 1597 году Карл де Бурбон стал архиепископом Руана и третьим подряд (с небольшим перерывом) Карлом де Бурбоном на этой кафедре. В 1604 году отказался от должности в пользу кардинала Жуайеза и получил в комменду аббатство Мармутье, в котором скончался в 1610 году.
В условиях охвативших всю Францию интриг был известен верностью своему единокровному брату, Генриху IV.